# Уиком
Уиком (англ. Wycombe) — неметрополитенский район (англ. non-metropolitan district) в графстве Бакингемшир (Англия). Административный центр — город Хай-Уиком.

## География
Район расположен в юго-западной части графства Бакингемшир, граничит с графствами Беркшир и Оксфордшир.

## История
Район был образован 1 апреля 1974 года в результате объединения городского боро Хай-Уиком с городским районом (англ. Urban district) Марлоу и сельским районом (англ. Rural District) Уиком.

## Состав
В состав района входит 3 города:
- Марлоу
- Принсес-Рисборо
- Хай-Уиком

и 28 общин (англ. civil parish).